# Lukáš Bartoň
Lukáš Bartoň (* 30. ledna 1981 České Budějovice) je český politik a politický aktivista, v letech 2017 až 2021 poslanec Poslanecké sněmovny Parlamentu ČR, v letech 2014 až 2021 předseda krajského sdružení České pirátské strany.

## Život
Vede[kdy?] Zkušebnu provozní pevnosti a únavové životnosti Regionálního technologického institutu na Fakultě strojní Západočeské univerzity v Plzni. Na univerzitě působil od roku 2008, kdy začal učit na Katedře konstruování strojů. V letech 2011–2013 byl externím konstruktérem pro několik soukromých firem na Plzeňsku, zabýval se mimo jiné konstrukcí zařízení a strojů pro elektrárny.
V letech 2005 až 2012 absolvoval doktorské studium na Fakultě strojní – Katedře konstruování strojů Západočeské univerzity, kde v roce 2012 získal doktorát v oboru Stavba strojů a zařízení dizertační prací „Znalostní podpora pro návrh systému aktivního magnetického ložiska“.
Od ledna až do června 2008 absolvoval semestrální studijní stáž v rámci projektu ERASMUS na Manchester metropolitan univerzity, kde se věnoval výzkumu v oblasti znalostních systémů a magnetických ložisek. Přednášel zde na téma výpočtu magnetických ložisek. Inženýrský titul získal v roce 2005 v oboru Stavba výrobních strojů a zařízení; se zaměřením na moderní konstrukční pomůcky, CAD systémy a MKP výpočty. Od června až do září 2003 pobýval a pracoval ve Spojených státech.
Pracuje[kdy?] jako učitel na Střední škole Jeřabinová v Rokycanech.

## Politické působení

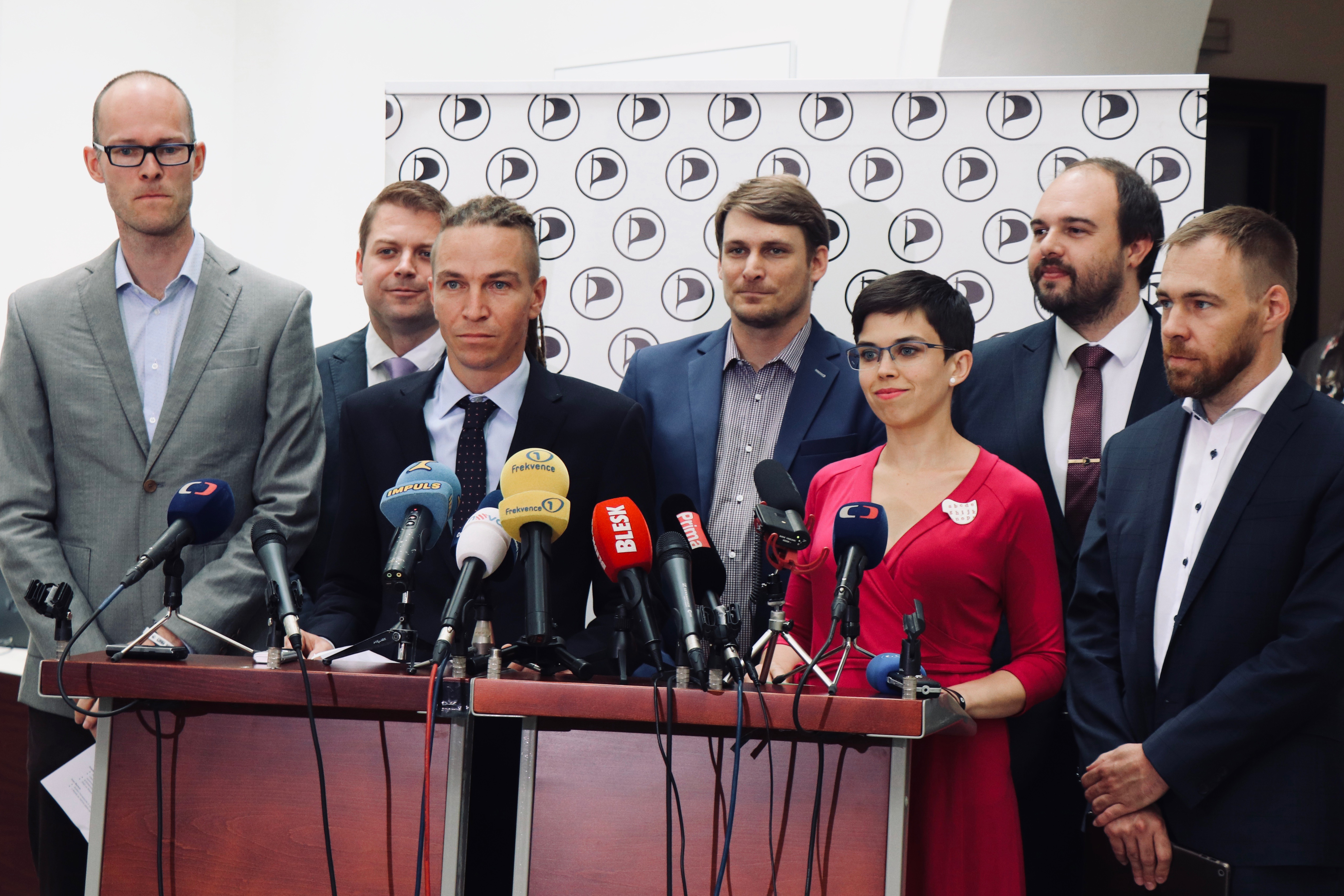
Bartoň na tiskové konferenci v červenci 2019 (druhý zprava)

Od roku 2012 je členem Pirátů. Za stranu kandidoval v komunálních volbách v roce 2014 do Zastupitelstva městského obvodu Plzeň 3 (lídr kandidátky) a města Plzeň, a to za subjekt s názvem "Společně za Plzeň-koalice Plzeňské aliance, Piráti, Změna, STAN a SZ". Ani v jednom případě však neuspěl.
V krajských volbách v roce 2016 kandidoval za Piráty do Zastupitelstva Plzeňského kraje, a to z pozice lídra, ale opět neuspěl.
Ve volbách do Sněmovny v roce 2013 kandidoval za Piráty v Plzeňském kraji, ale do Sněmovny se nedostal. Ve volbách do Sněmovny v roce 2017 byl lídrem Pirátů v Plzeňském kraji. Získal 2 366 preferenčních hlasů a byl zvolen poslancem.
Ve volbách do Sněmovny v roce 2021 kandidoval jako člen Pirátů na 3. místě kandidátky koalice Piráti a Starostové v Plzeňském kraji, ale nebyl zvolen. Mandát poslance se mu tak nepodařilo obhájit.

## Akademické funkce

### Fakulta strojní Západočeské univerzity v Plzni
- 2003–2007, 2010–2011: člen Akademického senátu Fakulty strojní
- 2006–2007: člen kolegia děkana FST

### Další funkce v rámci Západočeské univerzity v Plzni
- 2012–2014: člen Akademického senátu Západočeské univerzity v Plzni; člen předsednictva Akademického senátu Západočeské univerzity v Plzni; tajemník Akademického senátu Západočeské univerzity v Plzni
- 2010–2011: člen Akademického senátu Západočeské univerzity; člen předsednictva Akademického senátu Západočeské univerzity; tajemník Akademického senátu Západočeské univerzity
- 2005–2011: šéfredaktor studentského informačního serveru Dioné
- 2003–2004: člen kolegia rektora ZČU

## Publikační činnost (výběr)
- KEPKA, M., BARTOŇ, L. Návrh stendu pro hromadné únavové zkoušky styčníku profilů karosérií trolejbusů a tramvají. Výzkumný a zkušební ústav Plzeň s.r.o., 2013.